# Diocesi di Viana (Brasile)
La diocesi di Viana (in latino Dioecesis Vianensis) è una sede della Chiesa cattolica in Brasile suffraganea dell'arcidiocesi di São Luís do Maranhão. Nel 2023 contava 525.000 battezzati su 658.000 abitanti. È retta dal vescovo Evaldo Carvalho dos Santos, C.M.

## Territorio
La diocesi comprende 22 comuni nella parte centro-settentrionale dello stato brasiliano di Maranhão: Bacurituba, Cajapió, São Vicente Ferrer, São João Batista, Olinda Nova do Maranhão, Matinha, Penalva, Pedro do Rosário, Viana, Cajari, Vitória do Mearim, Conceição do Lago-Açu, Igarapé do Meio, Bela Vista do Maranhão, Monção, Pindaré-Mirim, Santa Inês, Tufilândia, Santa Luzia, Alto Alegre do Pindaré, Buriticupu e Bom Jesus das Selvas.
Sede vescovile è la città di Viana, dove si trova la cattedrale dell'Immacolata Concezione (Nossa Senhora da Conceição).
Il territorio si estende su 26.000 km² ed è suddiviso in 27 parrocchie, raggruppate in 7 foranie: Santa Rita de Cássia, São Francisco Xavier, Santa Inês, Imaculada Conceição, Santa Teresinha, Todos os Santos, São Pedro e São Paulo.

## Storia
La diocesi è stata eretta il 30 ottobre 1962 con la bolla De Christi fidelium di papa Giovanni XXIII, ricavandone il territorio dall'arcidiocesi di São Luís do Maranhão.

## Cronotassi dei vescovi
Si omettono i periodi di sede vacante non superiori ai 2 anni o non storicamente accertati.
- Amleto de Angelis, M.S.C. † (30 maggio 1963 - 25 febbraio 1967 deceduto)
- Francisco Hélio Campos † (14 aprile 1969 - 23 gennaio 1975 deceduto)
- Adalberto Paulo da Silva, O.F.M.Cap. † (3 aprile 1975 - 24 maggio 1995 nominato vescovo ausiliare di Fortaleza[2])
- Xavier Gilles de Maupeou d'Ableiges (18 febbraio 1998 - 7 luglio 2010 ritirato)
- Sebastião Lima Duarte (7 luglio 2010 - 20 dicembre 2017 nominato vescovo di Caxias do Maranhão)
- Evaldo Carvalho dos Santos, C.M., dal 20 febbraio 2019

## Statistiche
La diocesi nel 2023 su una popolazione di 658.000 persone contava 525.000 battezzati, corrispondenti al 79,8% del totale.
| anno | popolazione | popolazione | popolazione | presbiteri | presbiteri | presbiteri | presbiteri                | diaconi | religiosi | religiosi | parrocchie |
| anno | battezzati  | totale      | %           | numero     | secolari   | regolari   | battezzati per presbitero | diaconi | uomini    | donne     | parrocchie |
| ---- | ----------- | ----------- | ----------- | ---------- | ---------- | ---------- | ------------------------- | ------- | --------- | --------- | ---------- |
| 1965 | 300.000     | 380.000     | 78,9        | 7          | 7          |            | 42.857                    |         |           | 4         | 7          |
| 1968 | ?           | 500.000     | ?           | 15         | 9          | 6          | ?                         |         | 7         | 30        | 11         |
| 1976 | 310.239     | 317.868     | 97,6        | 15         | 7          | 8          | 20.682                    |         | 8         | 37        | 13         |
| 1980 | 320.000     | 324.000     | 98,8        | 11         | 3          | 8          | 29.090                    |         | 8         | 11        | 14         |
| 1990 | 429.000     | 434.000     | 98,8        | 24         | 14         | 10         | 17.875                    |         | 10        | 23        | 14         |
| 1999 | 484.000     | 489.983     | 98,8        | 33         | 23         | 10         | 14.666                    |         | 10        | 22        | 20         |
| 2000 | 488.000     | 503.986     | 96,8        | 31         | 24         | 7          | 15.741                    |         | 7         | 29        | 25         |
| 2001 | 397.200     | 496.518     | 80,0        | 31         | 23         | 8          | 12.812                    |         | 8         | 21        | 25         |
| 2002 | 459.000     | 541.750     | 84,7        | 41         | 33         | 8          | 11.195                    |         | 8         | 26        | 25         |
| 2003 | 459.000     | 541.750     | 84,7        | 35         | 26         | 9          | 13.114                    |         | 11        | 20        | 26         |
| 2004 | 460.000     | 550.000     | 83,6        | 35         | 27         | 8          | 13.142                    |         | 10        | 28        | 26         |
| 2010 | 492.000     | 613.000     | 80,3        | 42         | 34         | 8          | 11.714                    | 1       | 13        | 34        | 26         |
| 2014 | 516.000     | 647.358     | 79,7        | 35         | 27         | 8          | 14.742                    | 4       | 11        | 40        | 27         |
| 2017 | 529.000     | 663.000     | 79,8        | 37         | 28         | 9          | 14.297                    | 4       | 12        | 31        | 27         |
| 2020 | 541.240     | 678.520     | 79,8        | 42         | 32         | 10         | 12.886                    | 4       | 25        | 39        | 27         |
| 2022 | 522.000     | 654.365     | 79,8        | 43         | 30         | 13         | 12.139                    | 4       | 28        | 26        | 27         |
| 2023 | 525.000     | 658.000     | 79,8        | 46         | 33         | 13         | 11.413                    | 4       | 28        | 21        | 27         |